# DA BUBBLEGUMBROTHERS SHOW ☆多力本願☆
『DA BUBBLE GUM BROTHERS SHOW ☆多力本願☆』（ダ バブルガムブラザーズ ショウ たりきほんがん）は、2009年11月25日に発売されたバブルガム・ブラザーズの11枚目のオリジナル・アルバム。

## 概要
1994年の『FUNKASTIC OYAGE』以来、15年ぶりのオリジナル・アルバムであり、レコード会社移籍後の初作品となっている。鈴木雅之、久保田利伸、青山テルマ、BENI、童子-Tがゲスト参加している。「Daddy's Party Night 〜懲りないオヤジの応援歌〜」「東京JUICE」「MORNIN'」のシングル3曲を含む全15曲。

## 収録曲
1. DA BUBBLE GUM BROTHERS SHOW with 久保田利伸&青山テルマ
2. Daddy's Party Night 〜懲りないオヤジの応援歌〜
3. WON'T BE LONG 〜Roots〜  
  - 1990年シングル曲のニューバージョン。
4. SOUL BUDDY 〜マブダチ〜 feat.鈴木雅之
5. In The Rain
6. 1.2.3.4. Me and You feat.童子-T
7. 瀬戸際のBirthday feat.BENI
8. Papa's Story 〜for THE FAMILY〜
9. 誰も知らない泣ける歌
10. MORNIN'・・・feat.Metis
11. ありがとうサンシャインデイ
12. 東京JUICE
13. Let's Stay Dogether
14. SOUL SURVIVER
15. Bonus Track　MORNIN'・・・feat.Metis （DJ MASTERKEY Re-Mix）